# Древоеды
Древоеды (лат. Eucnemidae) — семейство насекомых из отряда жесткокрылых. К семейству относят около 1600 видов.  

## Описание
Усики 11-члениковые. Мелкие и средние жуки длиной от 2 до 30 мм. Личинки развиваются в древесине, для некоторых видов характерен гиперметаморфоз. 

## Распространение
Повсеместно: Неарктика, Палеарктика, Неотропика, Афротропика, Ориентальная и Австралийская области. В Литве описаны 8 видов.

## Палеонтология
В ископаемом состоянии известны с юрского периода. Большинство ископаемых видов семейства описаны из бирманского и балтийского янтарей. 